# Wladimir Sografski
Wladimir Emilow Sografski (bulgarisch Владимир Емилов Зографски; * 14. Juli 1993 in Samokow) ist ein bulgarischer Skispringer.

## Werdegang
Sografskis erster internationaler Einsatz war am 17. Februar 2007 in Zakopane im FIS Cup. Er belegte den 30. Platz und erreichte somit den zweiten Durchgang. Am nächsten Tag belegte er den 43. Platz. Bei den Junioren-Weltmeisterschaften in Tarvisio (Italien) am 15. März 2007 belegte er den 62. Platz. Im Sommer 2007 folgten erste Einsätze im Continental Cup, wo er aber den zweiten Durchgang immer deutlich verpasste. Auch in der Saison 2007/08 sprang er vorwiegend im Continental Cup, konnte aber den zweiten Durchgang nie erreichen und belegte bei den Junioren-Weltmeisterschaften in Zakopane im Einzel den 54. und im Team den 13. Platz. Im Sommer 2008 konnte er im FIS Cup mit einem 4. Platz sein bisher bestes Ergebnis erreichen. In diesem Sommer konnte er auch im Continental Cup zweimal in die Punkte springen. In der gleichen Saison partizipierte Sografski erstmals im Skisprung-Weltcup. Ebenfalls im Jahre 2008 gewann er die bulgarischen Skisprungmeisterschaften in seiner Heimatstadt. In der Saison 2008/09 sprang er auch erstmals im Weltcup. Seine dabei beste Platzierung war ein 43. Platz im Dezember 2008 in Pragelato. Bei den Junioren-Weltmeisterschaften in Štrbské Pleso belegte er den 58. Platz. Bei den Nordischen Skiweltmeisterschaften 2009 im tschechischen Liberec belegte er von der Normalschanze den 43. Platz. Vor dem Springen auf der Großschanze zog er sich eine Krankheit zu und konnte deshalb nicht springen. Im Sommer 2009 konnte er in Klingenthal mit dem 37. Platz das bis dahin beste Ergebnis seiner Karriere im Weltcup erreichen. Im nächsten Winter konnte er sich im Weltcup zweimal für ein Springen qualifizieren. Im Continental Cup schaffte er es in diesen Winter fast immer in den zweiten Durchgang und dreimal kam er sogar unter die Top Ten. Bei der Junioren-WM in Hinterzarten am 28. Januar 2010 belegte er überraschend den siebenten Platz.
Zum Auftakt des Sommer-Grand-Prix 2010 holte er als 17. erstmals Punkte in dieser Wettkampfserie. Beim zweiten Einzelspringen in Courchevel erreichte er mit dem fünften Platz sein bis dato bestes Ergebnis im Sommer-Grand-Prix. Danach ließ er die restlichen Springen im Sommer-Grand-Prix aus, außer das letzte Springen in Klingenthal. Auch hier holte er als 29. Weltcuppunkte. Am Ende belegte er mit 61 Punkten den 33. Platz der Gesamtwertung. Auch im Continental Cup gelangen ihm gute Ergebnisse. In Almaty erreichte er auch das Podest. Sografski wurde zweimal Zweiter. Am Ende belegte er in dieser Serie den 5. Platz der Sommer-Gesamtwertung.
Am 17. Dezember 2010 gewann er in Engelberg mit dem 28. Platz erstmals Weltcup-Punkte. Auch zwei Tage später gewann er als 23. Weltcup-Punkte. Auch bei der Vierschanzen-Tournee konnte er mit Platz 16 in Oberstdorf und Platz 19 in Garmisch-Partenkirchen den Finaldurchgang erreichen. In Innsbruck wurde er jedoch disqualifiziert und in Bischofshofen verpasste er den zweiten Durchgang. Bei den Juniorenweltmeisterschaften 2011 im estnischen Otepää gewann er im Einzelwettbewerb die Goldmedaille.
In der neuen Saison verbesserte sich Sografski weiter und belegte mit Platz acht im Weltcup-Springen am 3. Dezember 2011 in Lillehammer erstmals eine Top-Ten-Platzierung. Im Februar 2012 wurde er vor dem Kanuten Bojan Michajlow und dem Tennisspieler Dimitar Kusmanow zum bulgarischen Nachwuchssportler des Jahres gewählt. Am 21. März 2013 gelang ihm in Planica mit einer Weite von 213,5 Metern ein neuer bulgarischer Rekord im Skifliegen. Er beendete die Saison 2013/13 mit 183 Punkten auf Platz 33 im Gesamtweltcup, was bis dahin sein bestes Ergebnis war.
In den darauffolgenden Jahren konnte er diese Leistung nicht bestätigen. Von den Saisons 2013/14 bis 2016/17 gelang es ihm insgesamt nur dreimal, unter die besten 30 zu springen. Dennoch gewann er am 27. Januar 2015 bei der Winter-Universiade im slowakischen Štrbské Pleso die Goldmedaille im Einzelspringen.
Sografski nahm an den Olympischen Winterspielen 2018 in Pyeongchang teil. Beim Einzelwettbewerb auf der Normalschanze sprang er überraschend auf den 14. Platz, obwohl sein bestes Ergebnis in der bisherigen Weltcup-Saison ein 26. Rang beim Skifliegen am Kulm war. Auf der Großschanze verpasste er als 35. den Finaldurchgang. In der folgenden Sommersaison erreichte er mit Platz fünf beim Springen auf der Trambulina Valea Cărbunării im rumänischen Râșnov sein bis dahin bestes Ergebnis im Sommer-Grand-Prix und beendete diese Serie auf dem 22. Platz. Im folgenden Winter erreichte er Platz 18 bei der Vierschanzentournee 2018/19.
Bei den Nordischen Skiweltmeisterschaften 2021 in Oberstdorf wurde er auf der Normalschanze 43. Auf der Großschanze erreichte er den 37. Platz. Am 5. September 2021 sprang er als Dritter im kasachischen Schtschutschinsk erstmals auf das Treppchen bei einem Sommer-Grand-Prix. Er beendete die Serie als 16. Bei den Olympischen Winterspielen 2022 in Peking belegte er im Einzelwettbewerb von der Normalschanze den 22. Rang und von der Großschanze den 38. Platz.
Er ist Gesamtsieger des Grand Prix 2023.
Wladimir Sografski wurde von seinem Vater Emil Sografski und von Joachim Winterlich trainiert. Zusätzlich wurde er vom ehemaligen ÖSV-Trainer Alexander Pointner beraten. In der Saison 2019/20 wurde er von Matjaž Zupan trainiert.

## Erfolge

### Grand-Prix-Siege im Einzel
| Nr. | Datum              | Ort        | Typ           |
| --- | ------------------ | ---------- | ------------- |
| 1.  | 30. Juli 2023      | Courchevel | Großschanze   |
| 2.  | 5. August 2023     | Szczyrk    | Normalschanze |
| 3.  | 24. September 2023 | Râșnov     | Normalschanze |

## Statistik

### Weltcup-Platzierungen
| Saison  | Platz | Punkte |
| ------- | ----- | ------ |
| 2010/11 | 53.   | 038    |
| 2011/12 | 45.   | 061    |
| 2012/13 | 33.   | 183    |
| 2014/15 | 70.   | 011    |
| 2015/16 | 67.   | 006    |
| 2017/18 | 52.   | 015    |
| 2018/19 | 33.   | 134    |
| 2019/20 | 41.   | 048    |
| 2020/21 | 56.   | 019    |
| 2021/22 | 50.   | 035    |
| 2022/23 | 39.   | 063    |
| 2023/24 | 37.   | 093    |
| 2024/25 | 29.   | 165    |

### Grand-Prix-Platzierungen
| Saison | Platz | Punkte |
| ------ | ----- | ------ |
| 2010   | 33.   | 061    |
| 2011   | 12.   | 205    |
| 2012   | 13.   | 134    |
| 2013   | 87.   | 001    |
| 2015   | 68.   | 015    |
| 2018   | 22.   | 088    |
| 2020   | 29.   | 009    |
| 2021   | 16.   | 132    |
| 2022   | 11.   | 110    |
| 2023   | 01.   | 604    |
| 2024   | 70.   | 011    |